# Monkton (Kent)
Pour les articles homonymes, voir Monkton.
Monkton est une paroisse civile et un village du Kent, en Angleterre.